# Гащенков, Михаил Фёдорович
Михаил Фёдорович Гащенков (16 декабря 1923, Петроград — 22 мая 1984, Москва) — советский спортсмен-универсал. Играл в футбол, хоккей с шайбой, хоккей на траве и хоккей с мячом.

## Биография
В сезонах 1947/48, 1948/49 хоккейного чемпионата СССР выступал в составе ленинградского «Дзержинца» на позиции защитника.
Также в 1948—49 годах тренировался и играл в составе ленинградской футбольной команды ЛДО, забил один гол.
В составе ЦДКА начал выступать с сезона 1949/50 года и сразу же становится чемпионом страны. В 1952 и 1953 становится вице-чемпионом страны.
С 1953 года перешёл в хоккей с мячом, до 1959 года выступал на позиции защитника в клубе по хоккею с мячом ЦДСА. В каждом из шести сезонов включался в символическую сборную сезона. Трёхкратный (1954, 1955, 1957) чемпион СССР, серебряный (1956, 1958) и бронзовый (1959) призёр чемпионата СССР.
В 1955—1956 играл за команду ЦСК МО по хоккею на траве, двукратный победитель Всесоюзных соревнований (аналог чемпионата СССР).
В 1975 году включался в список 10 лучших судей сезона по хоккею с мячом.